# Riccardo Fogli
Riccardo Fogli (Pontedera, 21 ottobre 1947) è un cantautore e bassista italiano.
È noto per essere stato frontman e bassista dei Pooh tra il 1966 e il 1973 (ritornando come quinto componente tra il 2015 e il 2016 e dal 2023) nonché per aver vinto il 32º Festival di Sanremo e la prima edizione del reality show Music Farm.

## Biografia

### 1966-1973: il periodo con i Pooh
Riccardo Fogli, dopo una brevissima permanenza nei Jet di Pontedera (gruppo dal profilo amatoriale) esordisce nel settore della musica leggera come frontman e bassista di un gruppo rock che fa base a Piombino, formatosi nel 1961 grazie alla forte spinta intraprendente di Ivo Saggini e di Tullio Anselmi. Quest'ultimo e il figlio Nedo (chitarrista) convocano Marino Alberti (batterista), Piero Ballini (chitarrista) e Vincenzo Doni (organista). The Slenders (Gli Smilzi, questo il nome del gruppo), attendono di trovare un bassista che di lì a poco viene individuato nel giovanissimo Fogli, che nell'estate del 1963 esordisce nella formazione all'hotel Hermitage dell'isola d'Elba. Il complesso in quella occasione si presenta al pubblico sotto lo pseudonimo The Slenders & Tony Rio (soprannome, quest'ultimo, sotto il quale si cela Riccardo Fogli). Il quintetto si compatta e nel 1965, in vista delle prime trasferte extra-regionali, acquista un furgone. Nel 1966, reduce l'anno precedente dalla partecipazione alla Festa degli Sconosciuti di Ariccia (dove il complesso si è piazzato al secondo posto), il gruppo viene scritturato da Leo Wächter, che ingaggia il quintetto in prova per un mese a conclusione del quale gli prospetta di suonare al Piper Club di Milano. A Piombino Fogli lavora come gommista mentre gli altri componenti del gruppo sono impiegati presso lo stabilimento delle Acciaierie e per poter suonare chiedono e ottengono sei mesi di aspettativa. Quella al Piper di Milano, in occasione della quale avviene l'incontro tra Fogli e la prima formazione dei Pooh (allora capitanata da Valerio Negrini e Mauro Bertoli), è una delle ultime esibizioni del gruppo.
Impressionati dallo stile canoro del giovane Fogli e dalla sua tecnica al basso, dopo il concerto i musicisti del complesso dei Pooh gli chiedono di entrare nella formazione in sostituzione di Gilberto Faggioli, che già da qualche tempo si trova in forte divergenza con le scelte musicali dei compagni e per ciò è stato estromesso dal sodalizio. Di contro, i componenti del complesso a cui fa capo Fogli, senza un contratto discografico e attraversati da un clima di smobilitazione, dovuto alle ristrettezze economiche, sono in procinto di sciogliere il gruppo.
Il passaggio di Riccardo Fogli nel ruolo di bassista da una formazione all'altra avviene non senza compromessi: Saggini e soci chiedono a Valerio Negrini di accollarsi le rate del furgone del complesso che ancora stavano finendo di pagare. Così il complesso dei Pooh si ritrova con un nuovo bassista, che in dotazione, oltre al furgone e alle ammiratrici, porta pure la canzone Nel buio, cover di I Looked in the Mirror, che i Pooh inseriranno sia nella scaletta dei concerti sia nel primo album, Per quelli come noi, uscito nell'ottobre del 1966. Il ruolo di Riccardo nel primo LP del gruppo è comunque marginale; si occupa dei cori e delle parti di basso dei brani non ancora registrati. Alcune canzoni erano infatti già state incise e pubblicate in precedenza. Fra i brani che rimangono fuori dal disco, spicca I cinque orsacchiotti, nel quale i cinque musicisti, a turno, interpretano una delle strofe (l'ultima viene affidata a Fogli). In seguito, dopo l'abbandono di Mauro Bertoli, il complesso si assesta in quartetto. Escono alcuni singoli di successo, Piccola Katy e In silenzio, entrambi affidati all'interpretazione di Riccardo, il quale diventa leader vocale del complesso anche nel successivo album Contrasto, uscito nel 1968. Riccardo è anche voce principale di Mary Ann, Un minuto prima dell'alba e Goodbye Madame Butterfly.
Quando i Pooh incidono Memorie nel 1969, è già chiara la posizione di Riccardo come unica voce del gruppo, il che lascia pochissimo spazio sia a Roby Facchinetti sia a Valerio Negrini. Il ruolo di leader vocale del complesso si incrina quando il complesso passa alla CBS, nel 1971; nel giugno 1970 Riccardo esordisce come solista con il 45 giri Zan zan/I 10 comandamenti dell'amore, inciso con lo pseudonimo Renzo insieme a Virginia, ovvero Viola Valentino, sempre per la Vedette. Il produttore dei Pooh, Giancarlo Lucariello, non volendo lasciare al solo Riccardo il ruolo di voce principale, decide di affidare a Dodi Battaglia il cantato di Tanta voglia di lei, il 45 giri che porterà i Pooh alla fama.
A Riccardo viene affidata l'esecuzione vocale del brano Pensiero. Nell'album Opera prima, uscito nel 1971, Riccardo interpreta pure Che favola sei, Alle nove in centro e la prima strofa cantata di Opera prima. L'insofferenza al ruolo di comprimario porta Fogli a lasciare il complesso nel 1973, nel bel mezzo del tour per l'album Alessandra. Lucariello ha affidato i singoli più importanti del disco ancora a Battaglia, togliendo sempre più spazio a Fogli, che comunque ha il proprio spazio in Nascerò con te, Col tempo, con l'età e nel vento (cantato in coppia con Battaglia), Donna al buio, bambina al sole, Quando una lei va via e Alessandra.

### Dopo i Pooh: 1973-1979
Nel 1973 Fogli si separa ufficialmente dai Pooh per intraprendere la carriera come artista solista, aiutato in particolar modo dai consigli di Patty Pravo, all'epoca divenuta la sua amante. In quello stesso anno, mentre i Pooh pubblicano il pluridecorato Parsifal, Fogli ha esordito con il disco Ciao amore, come stai, promosso da alcuni singoli.
L'anno successivo partecipa al Festival di Sanremo con il brano Complici, di Carla Vistarini e Luigi Lopez, a cui fa seguito un brano dal sapore progressive, Amico sei un gigante. Nel 1975 pubblica il singolo Guardami (con il quale partecipa a Un disco per l'estate), un brano che rimanda molto agli anni sessanta che stenta a trovare spazio nei jukebox. Un disco, interamente cantato in spagnolo, delle canzoni dei primi anni di Fogli, segue le incisioni italiane.
Nel 1976 arriva una svolta nella carriera di Fogli: il 45 giri Mondo, brano di Carla Vistarini e Luigi Lopez, diventa un successo e il nome dell'ex bassista dei Pooh comincia finalmente a circolare nei grossi circuiti nazionali. Grazie a Mondo, il cantante entra nella Top Ten della Hit Parade e partecipa al Festivalbar, ritirando il Premio Disco Verde. Sempre in quell'anno, pubblica il suo secondo album, intitolato semplicemente Riccardo Fogli, che include fra le altre una canzone del suo periodo nei Pooh, In silenzio, che viene rivisitata in una particolare versione rallentata, con una sezione orchestrale a far da contorno. L'intro ricorda però Infiniti noi dei Pooh, pubblicata nel 1973. Nel disco trovano spazio anche Mi manca, brano scritto da Umberto Tozzi che verrà incluso sia nell'album dell'artista toscano sia in quello del giovane cantautore torinese. Fra le due versioni, la differenza sarà il testo, notevolmente modificato dal paroliere Giancarlo Bigazzi. Con Giancarlo Lucariello che produce i suoi dischi, Riccardo torna in auge e pubblica nel 1977 il singolo Stella di Carla Vistarini e Luigi Lopez, che diventa una hit importante della sua carriera, anche se con successo inferiore al precedente Mondo.
Il seguente album, Il sole, l'aria, la luce, il cielo, esce nel 1977 e contiene brani come Anna ti ricordi, Il giorno comincia qui, Ricordati e Paola, gli ultimi due dei quali vanno a comporre il 45 giri uscito in seguito per promuovere il disco. Gran parte dei brani sono stati scritti dalla poetessa Carla Vistarini e musicati da vari autori; Fogli scrive i testi di Vendo sogni e Dolce straniera. Nel 1978 esce la raccolta Io ti porto via, che include quattro canzoni inedite tra le quali la title track. Il grande successo arriva nel 1979 con il singolo Che ne sai, che rimane per moltissimo tempo nelle prime posizioni in classifica, accompagnando il successo dell'album omonimo nel quale si trovano anche due brani firmati dall'ex compagno di gruppo Roby Facchinetti.
Fogli lascia un'impronta importante di sé come interprete raffinato e gentile della canzone italiana, negli anni del cantautorato, del punk, dei giovani ribelli, e si presenta sia nella musica sia nell'abbigliamento come un giovane damerino in frac, proprio come nella copertina del disco. Altri singoli importanti sono Pace, Non mi lasciare e Che amore vuoi che sia. La maggior parte dei brani è composta da Maurizio Fabrizio, che si occupa anche degli arrangiamenti, e dal paroliere Guido Morra, già autore dei testi delle canzoni di Gianni Togni. Sempre nel 1979 dovrebbe uscire l'album Matteo, prodotto da Fogli e Marcello Aitiani, con testi scritti interamente da Fogli, ma il disco viene bloccato dall'etichetta discografica perché ritenuto troppo "diverso" (si tratta di un concept album di rock progressive nel quale si narra la vita di un uomo ripresa al contrario, dalla morte alla nascita, in pratica un disco al contrario rispetto a quello fatto con i Pooh dieci anni prima, ovvero Memorie) dal genere che ha portato alla ribalta Fogli, il pubblico ne sarebbe rimasto spiazzato. Il brano Festa viene incluso in Che ne sai.

### Gli anni ottanta

Riccardo Fogli nel 1982

La serie fortunata di Riccardo continua nel 1980 con l'album Alla fine di un lavoro dal quale viene estratto il singolo Ti amo però, oltre a Scene da un amore e al brano eponimo del disco. Anche Fogli partecipa alla stesura dei testi. L'anno seguente esce Campione, album che consacra Riccardo Fogli come interprete della canzone italiana. Da questo LP, infatti, viene estratta Malinconia, canzone che vince La Vela d'Oro, il Telegatto e il Disco di Platino.
Nel 1982 partecipa al Festival di Sanremo e vince con Storie di tutti i giorni, canzone che in molti vedevano come vincitrice annunciata. La vittoria sanremese, peraltro, è abilmente costruita dal produttore Lucariello, che curò i dettagli della canzone, dal suono di chitarra elettrica contrapposto a un giro di pianoforte classico, dall'abbigliamento elegante di Fogli durante la serata finale, all'accompagnamento di un chitarrista di matrice rock di grande effetto come Roberto Puleo. Le polemiche a seguire (si parlò di una vittoria comprata dall'etichetta discografica) non minano la popolarità del brano, che balza in cima alla classifica italiana, regalando a Fogli il Premio Bettino Ricasoli per la qualità letteraria del testo, il Telegatto, il Premio Radio Corriere TV e il disco d'oro. Il successo del brano permette al cantante di esibirsi l'anno successivo all'Eurovision Song Contest, manifestazione canora europea che vedeva la partecipazione, come rappresentante dell'Italia, proprio del gruppo o dell'artista vincitore a Sanremo.
Il 1982 segna inoltre l'uscita di due album: il primo, Collezione, comprende la vincitrice di Sanremo e i brani migliori di quel periodo; l'altro, Compagnia, ha in totale dieci brani, dei quali cinque inediti e cinque già incisi da altri cantanti. I brani già editi hanno un filo conduttore comune, essendo stati scritti da vari autori: Luigi Lopez e Carla Vistarini per La voglia di sognare (originale di Ornella Vanoni del 1974), Bruno Lauzi e Maurizio Fabrizio per il brano Per amarti (originale di Mia Martini del 1977), Roby Facchinetti e Valerio Negrini per Nascerò con te (originale dei Pooh, con lui come voce solista, del 1972), Dario Baldan Bembo per Tu cosa fai stasera (originale dello stesso Baldan Bembo a Sanremo 1981), e ancora Lopez e Vistarini per Io voglio vivere (originale di Alice del 1975). Le canzoni nuove sono la stessa Compagnia, di Guido Morra e Maurizio Fabrizio, canzone velata di una nostalgia per le cose e per il tempo che passa, tematiche preferite dal nostro. Poi Come cambia in fretta il cielo, una canzone che sembra presa dal repertorio dei Pooh, scritta da Maurizio Piccoli e Maurizio Fabrizio e Altri Tempi (anche qui il rimpianto per il passato), Un angelo e Donne. Il disco è stato registrato negli studi della CGD e prodotto da Giancarlo Lucariello.
Fogli partecipa all'Eurovision Song Contest 1983 con Per Lucia (scritta dallo stesso Fogli con Maurizio Fabrizio e Vincenzo Spampinato), brano che si piazza all'11º posto. Il tema, nell'immaginario degli autori, è una lettera scritta a una ragazza che vive oltrefrontiera, a Berlino Est. Nel 1984 è uscito l'album Torna a sorridere (di cui fa parte l'omonima canzone presentata al Festivalbar), mentre l'anno seguente è stata la volta di 1985, all'interno del quale è inclusa la canzone sanremese Sulla buona strada, che ottiene un ottimo riscontro piazzandosi al quarto posto nella kermesse; in estate presenta al Festivalbar il brano Dio come vorrei, non incluso nell'album.
Nel 1987, per promuovere il disco Le infinite vie del cuore, Fogli si riunisce ai Pooh per la realizzazione del singolo Giorni cantati. Successivamente escono altri album: Amori di guerra (1988), la raccolta Non finisce così (1989), che include il brano presentato quell'anno a Sanremo, e Sentirsi uniti (1990), nel quale è incluso Ma quale amore, anch'esso in gara al Festival.

### 1991-1999: gli anni novanta
Nel 1991 Fogli partecipa nuovamente al Festival di Sanremo con un brano introspettivo, Io ti prego di ascoltare, che viene incluso insieme a Dimmi chi sei e A metà del viaggio in una raccolta, intitolata come quest'ultimo pezzo, dove vengono rivisitati molti dei suoi grandi successi; A metà del viaggio segna la fine della collaborazione con lo storico produttore Giancarlo Lucariello. Sempre nello stesso anno incide Amici, brano scritto da Roby Facchinetti e Valerio Negrini, interpretato a due voci con Marcella Bella e incluso nell'album della cantante, intitolato Sotto il vulcano. Riccardo Fogli torna a Sanremo nel 1992 con In una notte così (inizialmente destinata a Mia Martini). Viene poi pubblicato l'album Teatrino meccanico, che include anche Voglio le tue mani (singolo del quale viene girato un video clip che preannuncia la partecipazione a Un disco per l'estate). Il cantante incide poi per il mercato spagnolo Sabrás, nota in Italia come Saprai nella versione a due voci di Fiordaliso e Roby Facchinetti e ora eseguita da Fogli e dalla stessa cantante in lingua spagnola.
Nonostante le buone critiche (che parlano di un artista raffinato e fuori dagli schemi della musica attuale) e i vari riconoscimenti come il Premio Calidario del Casinò Municipale di Sanremo, la Targa Ciano Montello, la Targa San Vincenzo e la Targa Colle di Fuori, la popolarità e la vendita dei dischi di Fogli sembra affievolirsi sempre più. L'artista pubblica allora Nella fossa dei leoni, disco dalle sonorità tipicamente elettriche, del quale fanno parte Ombre sopra i muri e Caroamoremio (da questo disco viene tratto il singolo Storia di un'altra storia). Del 1995 è invece Fogli su Fogli, un album interessante poiché unplugged, ovvero suonato in presa diretta con grandi sessioni di musicisti: vi prendono parte, oltre alla storica band di Fogli (Roby Facini, Ugo Maria Manfredi, Pietro Cantarelli e Alessandro Ravasini), anche Massimo Luca, Vince Tempera e Claudio Pascoli, insieme con Giovanni Pezzoli e Andrea Fornili degli Stadio, e un quartetto d'archi. Nel disco trovano posto molti successi riarrangiati in chiave acustica e due inediti: Quando sei sola e Monica (destinata a partecipare al Disco per l'Estate).
L'anno seguente si ripresenta a Sanremo con Romanzo (brano confinato in diciannovesima posizione), anticipando l'omonimo album. Nel 1998 esce, quasi in sordina, Ballando, un disco (di sole sette canzoni) ben suonato ma che viene presto dimenticato, anche a causa delle vendite quasi nulle. Mentre nel 1999 la rivista specializzata Raro! pubblica in tiratura limitata a mille copie la versione rimasterizzata in CD del precedente concept album Matteo, registrato nel 1978 e abortito all'epoca.

### Il terzo millennio
Nel 2001 Storie di tutti i giorni è stato reinterpretato dalla cantante israeliana Dana International. Il pezzo, nella versione ebraica, prende il titolo di Tagid Li Mi (Dimmi Chi). Nello stesso anno partecipa alla trasmissione La notte vola, gara musicale tra i brani più famosi degli anni ottanta, nella quale presenta Storie di tutti i giorni e arriva in finale.
Dopo una serie di raccolte antologiche e un disco dal vivo del 2002, il nome di Riccardo Fogli torna a circolare con la vittoria del reality show Music Farm, condotto da Amadeus nel maggio del 2004. In seguito, come premio, gli viene concessa la pubblicazione di un CD con le migliori interpretazioni realizzate nel programma di Rai 2. Nel giugno del 2001 si esibisce al Lombardia Festival (direttori artistici: Luigi e Carmelo Pistillo).
Nel 2005 è stato pubblicato l'album in studio Ci saranno giorni migliori, prodotto da un'importante emittente radiotelevisiva italiana. Gran parte dei brani del disco sono scritti dal cantautore Gatto Panceri, Riccardo firma il testo di Profumo di lei. Si aggregano anche Dodi Battaglia, che firma le musiche e suona la chitarra in Amori belli, amori brutti e Fio Zanotti (arrangiatore anche dei Pooh) in Per te io canto. Viene estratto anche il singolo Non finisce qui, mentre Io non canto (senza te) è una versione diversa del brano già presentato l'anno precedente (per la stessa etichetta) da Dennis Fantina. Questo nuovo lavoro frutta a Fogli il Premio Speciale ai Venice Music Awards. Nel 2008 esce Riccardo Fogli Libro+Cd: si tratta di un cofanetto contenente un CD con alcuni estratti dal suo repertorio (Piccola Katy, Malinconia, Storie di tutti i giorni, Non finisce così, Quando sei sola, ecc.) e un libretto autobiografico in cui sono raccolti degli aneddoti della sua vita.
Il 7 luglio 2010, dopo cinque anni di lavorazione, esce per le Edizioni Pendragon il primo libro biografico su Riccardo Fogli, da lui autorizzato e in parte scritto: Fogli di vita e di musica, firmato dal giornalista Fabrizio Marcheselli e dalla "storica" fan Sabrina Panti, contenente fra l'altro la discografia completa e delle foto rare, una prefazione di Giorgio Panariello e testimonianze inedite di vari personaggi dello spettacolo. Nel 2013 ha preso parte al talent show Tale e quale show, nel quale interpreta diversi artisti, tra i quali Ivano Fossati e la sua ex fiamma Patty Pravo.

#### Riunione con i Pooh e altre attività (2016-presente)
Nel 2016, dopo 43 anni di assenza, è rientrato nei Pooh per il tour "Reunion", organizzato per celebrare il cinquantesimo anno di attività del gruppo: oltre a suonare in tutte le date del tour, Riccardo incide con i Pooh delle nuove versioni a cinque voci di classici della band quali Pensiero, Noi due nel mondo e nell'anima, Chi fermerà la musica, Piccola Katy e Pierre, oltre ai quattro brani inediti presenti nel triplo cd/DVD live Pooh 50 - L'ultima notte insieme Tante storie fa, Le cose che vorrei, Ancora una canzone e Traguardi.
Il 31 gennaio 2017, una volta conclusa l'esperienza "Reunion" con i Pooh, Riccardo pubblica per Sperling & Kupfer l'autobiografia Un uomo che ha vissuto - Storie di tutti i miei giorni. Il 3 novembre 2017 esce l'album Insieme, realizzato in collaborazione con Roby Facchinetti. Con quest'ultimo partecipa anche al Festival di Sanremo 2018, presentando l'inedito Il segreto del tempo e successivamente incluso nell'edizione speciale di Insieme.
Nel 2019, prende parte alla quattordicesima edizione del reality show di Canale 5, L'isola dei famosi, condotto da Alessia Marcuzzi. Il 27 novembre 2020 esce una nuova versione rivisitata di Mondo, primo successo contenuto nell'album A metà del viaggio del 1991; al progetto ha collaborato Dodi Battaglia.
Il 19 marzo 2021 Fogli ha pubblicato il singolo La tenerezza 93, dedicato al figlio. Il successivo 2 luglio è stata la volta di Maledetto l'amore.
Nel 2022 partecipa alla terza edizione del Cantante mascherato con la maschera del Pastore maremmano. Nello stesso anno è entrato a far parte del cast della settima edizione del Grande Fratello VIP come concorrente, venendo tuttavia squalificato dopo un solo giorno a seguito di una bestemmia da lui pronunciata. Più tardi negherà di aver proferito la bestemmia e ribadirà di essere cattolico.
A inizio 2025 è chiamato a fare il coach a Ora o mai più, show musicale di Rai 1.

## Vita privata
Già sposato dal 1971 con Viola Valentino, l'abbandona per due anni dal 1972 al 1974 a causa di una relazione con Patty Pravo. Ritornato poi dalla moglie, si separa definitivamente dopo aver conosciuto nel 1992 sul set di Dov'era lei a quell'ora? l'attrice Stefania Brassi, allora moglie del regista Antonio Maria Magro, da cui ha avuto un figlio.
Il 12 giugno 2010, dopo la separazione dalla Brassi, sposa la modella romana Karin Trentini, che lo ha reso nuovamente padre.
Nel 2014 manifestò ammirazione per Vladimir Putin, cantando a un concerto in Crimea dopo l'annessione della stessa da parte della Russia.

## Discografia

### Da solista

#### Album in studio
- 1973 – Ciao amore, come stai
- 1976 – Riccardo Fogli
- 1977 – Il sole, l'aria, la luce, il cielo
- 1979 – Che ne sai
- 1980 – Alla fine di un lavoro
- 1981 – Campione
- 1982 – Compagnia
- 1984 – Torna a sorridere
- 1985 – 1985
- 1987 – Le infinite vie del cuore
- 1988 – Amore di guerra
- 1990 – Sentirsi uniti
- 1992 – Teatrino meccanico
- 1994 – Nella fossa dei leoni
- 1996 – Romanzo
- 1999 – Matteo
- 2005 – Ci saranno giorni migliori
- 2017 – Insieme (con Roby Facchinetti)
- 2022 – Predestinato (metalmeccanico)

#### Album tributo
- 2004 – Il vincitore

#### Album dal vivo
- 1995 – Fogli su fogli
- 2002 – Storie di tutti i giorni (live)

#### Raccolte
- 1978 – Io ti porto via
- 1982 – Collezione
- 1982 – Il primo Riccardo Fogli
- 1987 – Storie di tutti i giorni
- 1989 – Non finisce così
- 1991 – A metà del viaggio
- 1991 – Canzoni d'amore
- 1992 – Mondo
- 1996 – Greatest Hits
- 1999 – Il mondo di Riccardo Fogli
- 2002 – Pop Collection
- 2004 – Storie d'amore
- 2008 – Riccardo Fogli
- 2011 – Riccardo Fogli Collection

#### EP
- 1998 – Ballando

#### Singoli
- 1970 – Zan zan/I 10 comandamenti dell'amore
- 1973 – Due regali/Oh Mary
- 1973 – Strana donna/La prima notte senza lei
- 1974 – Complici/Strana donna
- 1974 – Amico sei un gigante/Una volta di più
- 1975 – Guardami/Gente per bene
- 1976 – Mondo/Finito
- 1976 – Ti voglio dire/Viaggio
- 1977 – Stella/Anna ti ricordi
- 1977 – Ricordati/Paola
- 1978 – Io ti porto via/Si alza grande nel sole, la mia voglia di te
- 1979 – Che ne sai/Come una volta
- 1979 – Pace/Che amore vuoi che sia
- 1980 – Scene da un amore/Angelina
- 1980 – Ti amo però/È l'amore
- 1981 – Malinconia/La strada
- 1982 – Storie di tutti i giorni/L'amore che verrà
- 1982 – Compagnia/Piccoli tradimenti
- 1982 – Io voglio vivere/Un angelo
- 1983 – Per Lucia/Altri tempi
- 1984 – Torna a sorridere/Diapositive
- 1985 – Sulla buona strada/Greta
- 1985 – Dio come vorrei/Buone vibrazioni
- 1985 – Voglio sognare/Tempi andati
- 1989 – Non finisce così/Delicata
- 1990 – Ma quale amore/È tempo per noi
- 1991 – Io ti prego di ascoltare/A metà del viaggio
- 1992 – In una notte così/Un'altra volta te
- 1992 – Voglio le tue mani/In una notte così
- 1993 – Storia di un'altra storia
- 1994 – Caroamoremio
- 1994 – Quando sei sola
- 1995 – Monica
- 2004 – Siamo noi
- 2005 – Ci saranno giorni migliori
- 2005 – Non finisce qui
- 2017 – Strade (con Roby Facchinetti)
- 2017 – Le donne ci conoscono (con Roby Facchinetti)
- 2018 – Il segreto del tempo (con Roby Facchinetti)
- 2021 – La tenerezza 93
- 2021 – Maledetto l'amore

### Con i Pooh

#### Album in studio
- 1966 – Per quelli come noi
- 1968 – Contrasto
- 1969 – Memorie
- 1971 – Opera prima
- 1972 – Alessandra

#### Album dal vivo
- 2016 – Pooh 50 - L'ultima notte insieme
- 2018 – Pooh 50 - L'ultimo abbraccio

## Libri
- Riccardo Fogli, Tommaso Labranca e Luca Rossi, Un uomo che ha vissuto: storie di tutti i miei giorni, Milano, Sperling & Kupfer, 2017, ISBN 978-88-200-6122-7.